# Гено, Кристоф
Кристоф Рене Марсель Гено (фр. Christophe René Marcel Guénot, р.7 января 1979) — французский борец греко-римского стиля, призёр чемпионатов мира и Европы, а также Олимпийских игр. Брат олимпийского чемпиона Стива Гено.

## Биография
Родился в 1979 году. В 2007 году стал бронзовым призёром чемпионата мира. В 2008 году стал обладателем бронзовой медали чемпионата Европы и бронзовой медали Олимпийских игр в Пекине. В 2011 году вновь стал бронзовым призёром чемпионата Европы. В 2012 году принял участие в Олимпийских играх в Лондоне, но там занял лишь 8-е место.